# Adiemus
Adiemus is een serie albums door de Welsh componist Karl Jenkins. Het is tevens de titel van het eerste nummer op het eerste album Songs of sanctuary.

## Concept
Elk Adiemus-album is een verzameling nummers met harmonieuze vocale melodieën tegen een orkestrale achtergrond. Er zijn geen teksten, behalve door Jenkins bedachte lettergrepen en 'woorden' gezongen door vocalisten. Veel van de 'woorden' doen qua klank Latijns of Afrikaans aan, maar hebben verder geen enkele betekenis. De kern van het concept van Adiemus is dat de stem alleen maar moet functioneren als instrument.
De muziek zelf wordt als new age beschouwd.

## Vocale zang
Zangeres Miriam Stockley verzorgde het vocale gedeelte van de eerste vier albums. Aanvullende stem was er van Mary Carewe, behalve op Dances of time, waarin de Finse Adiemus Singers verschenen. Deze waren ook te horen op Vocalise. Extra stemmen en kooreffecten werden verkregen door de stemmen van de zangeressen meermaals over elkaar heen op te nemen.
In 2001 werd Adiemus gesampled in de hit Proximus van Mauro Picotto.

## Discografie

### Albums
| Album met eventuele hitnotering(en) in de Nederlandse Album Top 100 | Datum van verschijnen | Datum van binnenkomst | Hoogste positie | Aantal weken | Opmerkingen |
| ------------------------------------------------------------------- | --------------------- | --------------------- | --------------- | ------------ | ----------- |
| Adiemus: Songs of sanctuary                                         | 1995                  | 1-7-1995              | 12              | 47           |             |
| Adiemus II: Cantate mundi                                           | 1997                  | 1-3-1997              | 31              | 8            |             |
| Adiemus III: Dances of time                                         | 1999                  | -                     |                 |              |             |
| The journey: The best of Adiemus                                    | 2000                  | -                     |                 |              |             |
| Adiemus IV: The eternal knot                                        | 2001                  | -                     |                 |              |             |
| Adiemus Live                                                        | 2002                  | -                     |                 |              |             |
| Adiemus V: Vocalise                                                 | 2003                  | -                     |                 |              |             |

### Singles
| Single met eventuele hitnotering(en) in de Nederlandse Top 40 | Datum van verschijnen | Datum van binnenkomst | Hoogste positie | Aantal weken | Opmerkingen                                        |
| ------------------------------------------------------------- | --------------------- | --------------------- | --------------- | ------------ | -------------------------------------------------- |
| Adiemus                                                       |                       | 8-7-1995              | 16              | 6            | Werd gebruikt in een reclame voor Delta Air Lines. |
| Kayama / Adiemus                                              |                       | 11-11-1995            | tip             |              |                                                    |

### NPO Radio 2 Top 2000
| Nummer met noteringen in de NPO Radio 2 Top 2000 | '01 | '02  | '03 | '04 | '05 | '06  | '07 | '08 | '09  | '10  | '11  | '12  | '13  | '14  | '15  |
| ------------------------------------------------ | --- | ---- | --- | --- | --- | ---- | --- | --- | ---- | ---- | ---- | ---- | ---- | ---- | ---- |
| Adiemus                                          | 638 | 1387 | 825 | 965 | 929 | 1207 | 887 | 969 | 1717 | 1449 | 1349 | 1326 | 1617 | 1949 | 1796 |

1. ↑  Een vetgedrukt getal geeft de hoogste notering aan.
2. ↑  2001 was het eerste jaar met een notering voor dit nummer.
3. ↑  Deze tabel is bijgewerkt tot en met de laatste editie (2024).